# 666
Glej tudi: število 666
666 (DCLXVI) je bilo navadno leto, ki se je po julijanskem koledarju začelo na četrtek.

## Dogodki
- 1. januar
- Popolni Sončev mrk v Španiji.